# (6740) Goff
(6740) Goff (1993 GY) – planetoida z pasa głównego asteroid okrążająca Słońce w ciągu 4,11 lat w średniej odległości 2,56 j.a. Odkryta 14 kwietnia 1993 roku.